# Iglesia de San Juan Bautista (San Juan Despí)

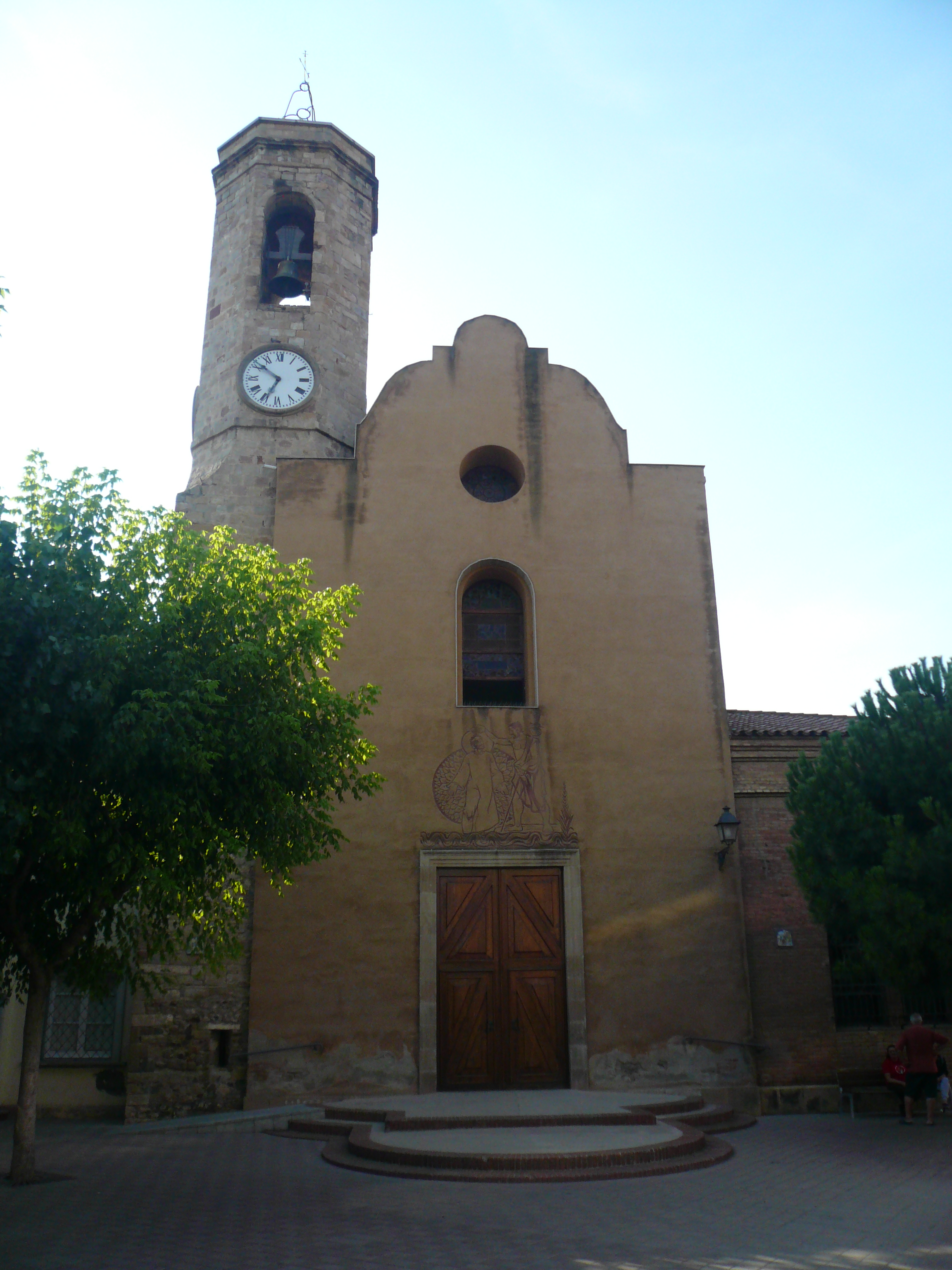
Fachada de la iglesia de San Juan Bautista

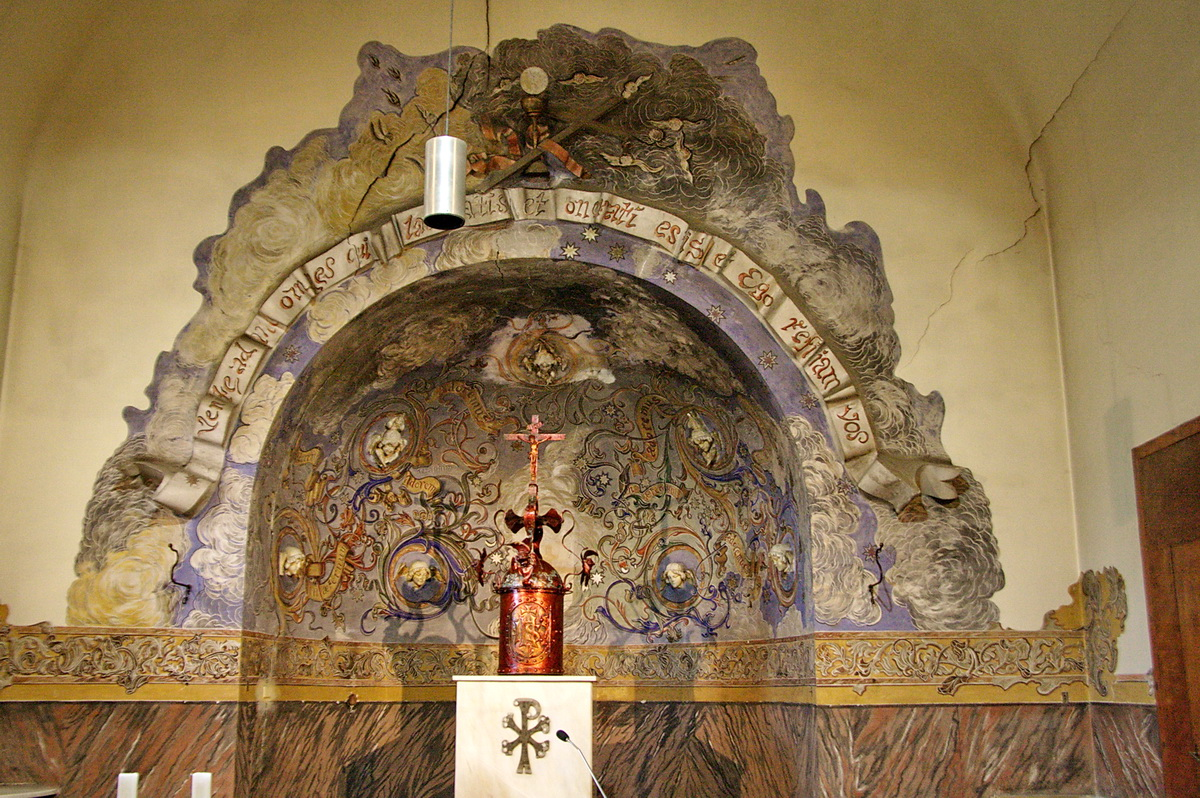
Decoración interior y sagrario del templo, obra de Josep Maria Jujol del año 1943.

La Iglesia de San Juan Bautista de San Juan Despí (en catalán: Església Parroquial de Sant Joan Baptista) es la iglesia parroquial de San Juan Despí (Barcelona) y está incluida en el Inventario del Patrimonio Arquitectónico de Cataluña. 

## Descripción
El origen de la iglesia se remonta del siglo XI. Consta de planta de cruz latina y tres ábsides y sin decoración externa. Se le han realizado restauraciones continuadas hasta el siglo XX. Se accede mediante una escalinata semicircular hecha con escalones de poca altura. En la fachada se pueden distinguir las diferentes épocas. Los trabajos de yeso del púlpito y de forja en las rejas son obra de Josep Maria Jujol. También lo es la urbanización de la plaza lateral.

## Historia
Inicialmente de arquitectura románica, se amplió en el siglo XVI. El año 1781 se instaló el campanario. Fue derribada y vuelta a reconstruir numerosas veces. A finales de siglo XIX se le da una fachada neoclásica. Fue destrozada en 1936, excepto el campanario -el campanario actual todavía es el neoclásico construido en el siglo XIX-. Su reconstrucción fue encargada al arquitecto José María Ayxelà y Tarrats y la dirección artística a Josep Maria Jujol. Las dos tallas románicas originarias de la iglesia, se encuentran desaparecidas desde la guerra civil española.
La lápida, fechada en 1259, nos habla del ingreso a la orden del sacerdote de Pere Romení. Actualmente se encuentra situada en el suelo de la rectoría, bajo el porche abierto, pero en origen se encontraba en la fachada del templo. Hay nueve líneas de texto de carácter gótico con letras capitales separadas por líneas finas como la que forma el rectángulo que delimita la inscripción. La lápida está partida en tres partes y se aprecian algunos golpes, lo que le ha hecho perder parte de muchas letras.